# Esplanada i Łódź
Esplanada i Łódź ligger ved Piotrkowska-gaden 100, og er en af byens fineste restauranter. Restaurantlokalet regnes for at være en af Europas smukkeste art nouveaubygninger.

## Historie
Bygningen husede oprindeligt en manufakturforretning. I 1909 forpagtede Hugo Smechel og Julian Rosners firma en del af en byggegrund ved Piotrkowska-gaden fra Vævshåndværkernes forsamling i Łódź. Samme år byggede de en manufakturforretning i art nouveau, med et stort udstillingsvindue, som fyldte hele stueetagen facade. Overstykket blev udformet i en fladtrykket bueform. 
I 1926 bestemte den nye forpagter Wawrzyniec Gerbich sig for, at åbne et konditori og en restaurant i bygningen. Adapteringen varede i to år (blandt andet fik elevationen smukke stukkaturdekorationer med plantemotiver), og i 1928 blev restauranten og konditoriet "Esplanada" åbnet. 
Under 2. verdenskrig blev lokalet overtaget af tyskerne, og i 1947 blev det overgivet til det polske Konsumentkooperativ. Bygningen blev restaureret mod slutningen af 1990'erne, og fra den tid er lokalets gastronomiske traditioner blevet videreført.
51°45′54.8″N 19°27′26.8″Ø / 51.765222°N 19.457444°Ø